# Steven Reiss

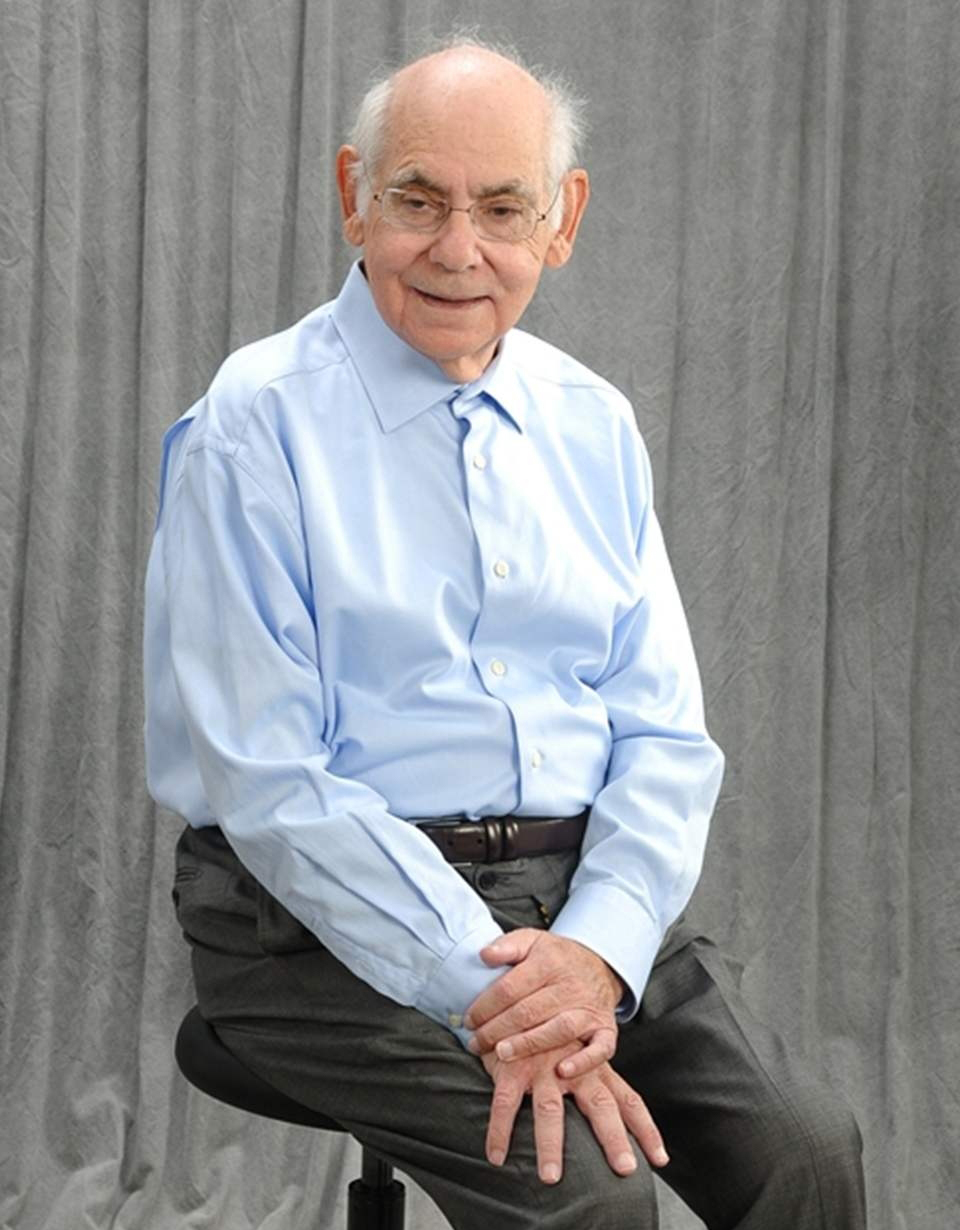
Steven Reiss (2014)

Steven Reiss (ur. w 1947 w Nowym Jorku, zm. w 2016) – amerykański psycholog, twórca nowych metod diagnozy i badań naukowych w obszarach: zaburzeń lękowych, zaburzeń rozwoju, wewnętrznej motywacji oraz psychologii religii.

## Życiorys
Studiował w Kolegium Dartmoutha, na Uniwersytecie Yale i na Uniwersytecie Harvarda. W Kolegium Dartmoutha odbył studia licencjackie. Był tam jedynym z 16 studentów swojego grupy, który otrzymał status Senior Fellow. Został profesorem dożywotnim na Uniwersytecie Illinois w Chicago (gdzie pracował w latach 1972–1991) i Uniwersytecie Stanu Ohio (1991-2008), na którym przez 16 lat był dyrektorem centrum zaburzeń rozwoju w przy uniwersyteckim centrum medycznym. W 1971 poślubił Maggi Musico, mają dwóch synów: Michaela – statystyka, i Benjamina – lekarza.

## Zaburzenia lękowe
Reiss, wraz ze swoim zespołem badawczym, wprowadził nowe tezy dotyczące wrażliwości lękowe. Początkowo spotkały się z ogromną niechęcią innych badaczy, aż do 1990, kiedy to wrażliwość lękowa stała się jednym z najczęściej badanych i najistotniejszych tematów w psychologii klinicznej (opublikowano na jej temat ponad 1800 badań). Zmieniło to sposób, w jaki terapeuci podchodzili do zespołu stresu pourazowego (PTSD) oraz zaburzeń lękowych, dotykających 10 milionów Amerykanów. Wrażliwość lękowa, przedtem odrzucana przez terapeutów, mogła być teraz przez nich leczona. Okazało się, że wrażliwość lękowa może pojawiać się, zanim symptomy kliniczne zaburzeń lękowych będą zauważalne, tym samym tworząc nowe możliwości dla działań prewencyjnych. Reiss wprowadził termin „wrażliwości lękowej”, zdefiniował ideę, był mentorem absolwentów uczelni, którzy podjęli studia nad tematyką wrażliwości lękowej oraz napisał Indeks Wrażliwości Lękowej, który jest stosowany do oceny zaburzeń lękowych.

## Zaburzenia rozwoju
Reiss jest jednym z czołowych światowych autorytetów naukowych, jeśli chodzi o kwestię podwójnego rozpoznania, czyli współwystępowania chorób psychicznych i niepełnosprawności intelektualnej. Około miliona Amerykanów ma podwójną diagnozę, lecz w ciężkiej postaci występuje ona u około 200 tysięcy ludzi, z czego wielu z nich cierpi na autyzm.
W 1980 Reiss ufundował w Chicago poradnię podwójnej diagnozy, w której prowadzono jeden z pierwszych programów leczenia ambulatoryjnego w tej dziedzinie w kraju. Reiss wprowadził, obecnie powszechnie stosowany, termin „diagnostycznego zacienienia”, odwołującego się do tendencji pomijania potrzeb zdrowia psychicznego u osób zaburzeniami rozwojowymi. W 1987 zorganizował pierwszą w historii międzynarodową konferencję na temat aspektów zdrowia psychicznego w niepełnosprawności intelektualnej. Dyrektor Narodowego Instytutu Zdrowia Psychicznego powołał przy tej okazji doraźny zespół do finansowania konferencji Reissa i w tym samym roku opublikował „Reiss Screen for Maladaptive Behavior”, który stał się wiodącą metodą badań przesiewowych w „podwójnym rozpoznaniu”. Narzędzie to znacznie zmniejszyło koszty identyfikacji potrzeb w zakresie usług dla wielu tysięcy osób z podwójną diagnozą.
Reiss dużo podróżował po kraju szkoląc i uświadamiając potrzeby ludzi z „podwójnym rozpoznaniem”. W 1998 Reiss i Michael Aman, profesor Uniwersytetu Stanu Ohio, zwołali panel 105 lekarzy i naukowców z dziesięciu krajów, którego celem było napisanie podręcznika najlepszych praktyk mających na celu ograniczenie nadużywania leków w psychiatrii. Dwanaście krajowych organizacji medycznych, zawodowych i organizacji rządowych formalnie poparło te starania, w tym Amerykańskie Towarzystwo Psychiatryczne, Amerykańskie Towarzystwo Psychologiczne oraz Narodowe Instytuty Zdrowia.
Reiss był aktywnym członkiem grupy naukowców, terapeutów, i adwokatów, dążących do zastąpienia ogólnej, instytucjonalnej opieki wsparciem społecznym oraz odpowiednią edukacją. Chociaż wysiłki Reissa skoncentrowane były głównie na podwójnej diagnozie, pracował również w komitecie klasyfikacji i terminologii. Opowiadał się też za zwiększeniem tolerancji dla przeszczepów narządów oraz pomógł w budowaniu Instytutu Rozwoju Ludzkiego w Chicago. Jego osiągnięcia zostały docenione wieloma nagrodami – w 2008 nagrodą Distinguished Research, ufundowaną przez Amerykańskie Stowarzyszenie Osób z Niepełnosprawnością Intelektualną i Rozwojową (AAIDD), w 2006 Nagrodą Franka J. Menolascino od Krajowego Stowarzyszenia Podwójnej Diagnozy za badania naukowe, w 1991 nagrodę za zasługi od Arc of the United States oraz w 1987 za zasługi od AAIDD.

## Wewnętrzna motywacja
Dotychczas naukowcy odpowiadali na pytanie: „co motywuje ludzi?” obserwując prymitywne plemiona czy też badając nieświadomy umysł. Dopiero Steven Reiss i jego współpracownicy zaczęli na dużą skalę prowadzić międzykulturalne, naukowe badania, zadając ludziom pytania o to co ich motywuje. Badaniom zostało poddanych ponad 6 000 osób z czterech kontynentów, a ich wyniki pozwoliły wyodrębnić 16 psychologicznych potrzeb – podstawowych pragnień, które są wspólne dla wszystkich i głęboko zakorzenione w ludzkiej naturze. Dowiedziono, że 16 podstawowych pragnień obejmuje wszystkich, lecz każdy nadaje im własną hierarchię ważności. Stworzono Reiss Motivation Profile, narzędzie do badania tego, co motywuje ludzi.
Kwestionariusz RMP® jest stosowany podczas szkoleń liderów, do rozwiązywania konfliktów przez dziesiątki przedsiębiorstw, takich jak Comcast, Kraft, Chrysler i Siemens. Steven Reiss stworzył międzynarodową sieć instytucji w Europie i Azji, by przeprowadzać szkolenia i działania rozwojowe z wykorzystaniem Reiss Motivation Profile. Zastosował także 16 podstawowych pragnień do znalezienia przyczyny słabych wyników w nauce i motywowaniu uczniów. Wiele szkół publicznych w Stanach Zjednoczonych korzysta z narzędzia Reiss School Motivation Profile.
Steven Reiss i James Wiltz opublikowali znaczące i szeroko nagłośnione badania na temat popularności reality tv, opracowane na podstawie 16 podstawowych pragnień. Praca ta została omówiona w telewizji BBC w Wielkiej Brytanii. Peter Boltersdorf, niemiecki coach, zastosował 16 podstawowych pragnień do kompleksowej analizy psychologii sportu. Klientom Boltersdorfa udało się zdobyć złoty medal olimpijski (Matthias Steiner, podnoszenie ciężarów, Pekin) oraz wygrać Mistrzostwa Świata w piłce ręcznej (2007).
W Polsce Kwestionariusz RMP jest obecny od 2014, a za jego rozpowszechnianie odpowiedzialny jest Instytut Durkalskiego RMP Polska.

## Psychologia religijnych doświadczeń
W 2000 i 2004 Reiss po raz pierwszy zaprezentował swoją teorię naukową dotyczącą ludzkich motywacji do doświadczeń i praktyk religijnych. Teoria ta zakłada, że wszystkie doświadczenia religijne wyrażają jedno lub więcej z 16 podstawowych pragnień. W październiku 2015 Reiss opublikował „The 16 Strivings for God Reiss’”, w której omówił swoją teorię w odniesieniu do psychologii religijnych doświadczeń. W tej pracy Reiss zaproponował oryginalną teorię mistyki, ascezy, duchowej osobowości, wierzeń i praktyk religijnych.
Jego teoria psychologii przeżyć religijnych łączy osobowość, motywację oraz często sprzeczne nauki i praktyki religijne. W przeciwieństwie do poprzednich teorii, które postulują jedno źródło i istotę religii tj. strach przed śmiercią, Reiss przedstawił wiarę jako wartość motywowaną przez 16 podstawowych pragnień ludzkiej natury.
W 16 dążeniach do Boga Reiss rozwija teorię zakładającą, że ludzie przyjmują religię, ponieważ zapewnia im ona możliwość zaspokojenia wszystkich 16 podstawowych pragnień, zarówno w przypadku silnej, jak i słabej potrzeby, na przykład: osoba ze słabym podstawowym pragnieniem kontaktów społecznych może być przyciągana do rekolekcji zakonnych, a osoba z silnym podstawowym pragnieniem kontaktów społecznych może być zainteresowana religijnymi festiwalami. Osoba ze słabym podstawowym pragnieniem zemsty może być przyciągana fragmentami Pisma Świętego, które mówią o pokoju i przebaczeniu, a osoba z silnym podstawowym pragnieniem zemsty może być przyciągana fragmentami, które mówią o zemście.